# Alexander King Sample

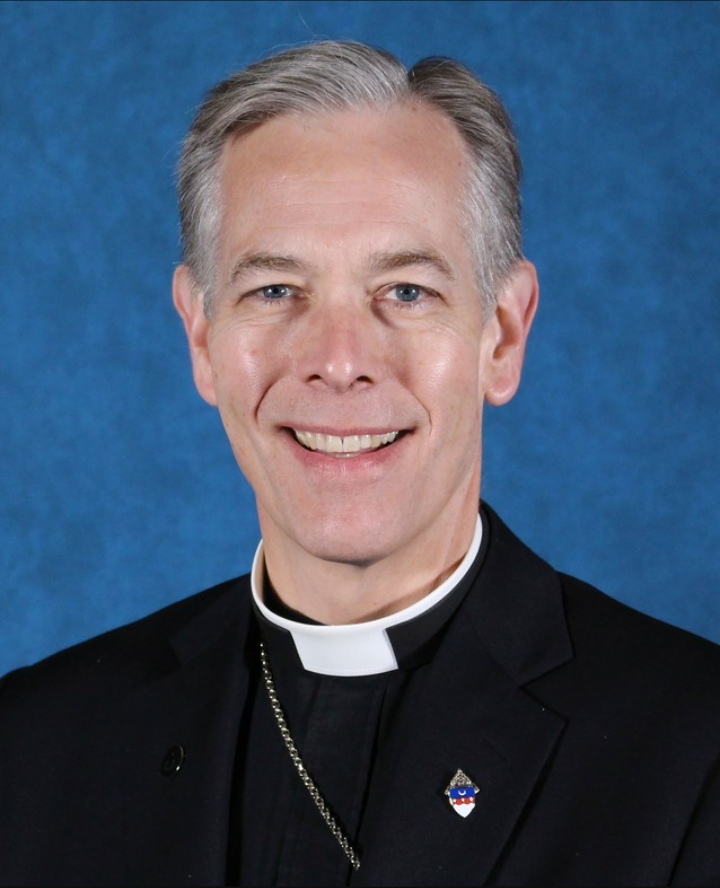
Erzbischof Alexander King Sample (2021)

Erzbischofswappen

Alexander King Sample (* 7. November 1960 in Kalispell) ist Erzbischof von Portland in Oregon.

## Leben
Der Bischof von Marquette, Mark Francis Schmitt, weihte ihn am 1. Juni 1990 zum Priester.
Papst Benedikt XVI. ernannte ihn am 13. Dezember 2005 zum Bischof von Marquette. Der Erzbischof von Detroit, Adam Joseph Kardinal Maida, spendete ihm am 25. Januar des nächsten Jahres die Bischofsweihe; Mitkonsekratoren waren die emeritierten Bischöfe von Marquette Mark Francis Schmitt und James Henry Garland.
Am 29. Januar 2013 ernannte ihn Benedikt XVI. zum Erzbischof von Portland in Oregon und er wurde am 2. April desselben Jahres in das Amt eingeführt.
Alexander Sample ist Mitglied des Ritterordens vom Heiligen Grab zu Jerusalem. 2015 wurde er von Edwin Frederick O’Brien, Kardinal-Großmeister des Päpstlichen Ritterorden, zum Großprior der Statthalterei USA NORTHWESTERN ernannt.